# Syriens provinser
Syrien är indelat i 14 provinser, även kallade guvernement, (plural muhafazat, singular: muhafaza).
Provinserna delas vidare in i distrikt (manatiq, singular: mintaqa), som i sin tur är indelade i underdistrikt, eller deldistrikt (nawahi, singular: nahiya).
| Nr | Namn         | Yta (km²) | Invånare  | Huvudstad                       |
| -- | ------------ | --------- | --------- | ------------------------------- |
| 1  | Damaskus     | 573       | 1 653 000 | Damaskus                        |
| 2  | Rif Dimashq  | 17 654    | 2 235 000 | Damaskus                        |
| 3  | al-Qunaytira | 1 710     | 66 000    | al-Qunaytira / Madinat al-Salam |
| 4  | Dara         | 3 790     | 780 000   | Dara                            |
| 5  | as-Suwayda   | 5 550     | 307 000   | as-Suwayda                      |
| 6  | Homs         | 42 226    | 1 490 000 | Homs                            |
| 7  | Tartus       | 1 890     | 674 000   | Tartus                          |
| 8  | Latakia      | 2 437     | 876 000   | Latakia                         |
| 9  | Hama         | 8 844     | 1 335 000 | Hama                            |
| 10 | Idlib        | 5 933     | 1 120 000 | Idlib                           |
| 11 | Aleppo       | 16 142    | 3 719 000 | Aleppo                          |
| 12 | ar-Raqqa     | 22 000    | 691 000   | ar-Raqqa                        |
| 13 | Dayr az-Zawr | 33 060    | 919 000   | Dayr az-Zawr                    |
| 14 | al-Hasaka    | 23 371    | 1 265 000 | al-Hasaka                       |